# PGC 30998
LEDA/PGC 30998 ist eine irreguläre Zwerggalaxie vom Hubble-Typ dIm im Sternbild Drache am Nordsternhimmel, die schätzungsweise 132 Millionen Lichtjahre von der Milchstraße entfernt ist. Sie ist Mitglied der vier Galaxien zählenden NGC 3147-Gruppe (LGG 193).
Im selben Himmelsareal befinden sich u. a. die Galaxien NGC 3155 und NGC 3183.